# Vojtech Tuka
Vojtech Tuka, född 4 juli 1880 i Piarg (dagens Štiavnické Bane), Österrike-Ungern, död (avrättad) 20 augusti 1946 i Bratislava, Tjeckoslovakien, var en slovakisk politiker och jurist. 

## Biografi
Under mellankrigstiden företrädde Tuka en antitjeckisk ståndpunkt och var en ledande representant för det Slovakiska folkpartiet. Han tjänade med nazityskt stöd som den "fria" Slovakiska republikens premiärminister 1939–44 och utrikesminister 1940–44. Tuka, som representerade det Slovakiska folkpartiets radikala flygel, tog aktiv del i deportationen av slovakiska judar till Nazitysklands förintelseläger i Generalguvernementet. Efter andra världskriget dömdes han till döden för krigsförbrytelser och avrättades genom hängning.